# Vadstena kommun
Vadstena kommun (uttal (fil)) är en kommun i Östergötlands län. Centralort är Vadstena.
Kommunen är belägen vid Vätterns östra strand och består till största delen av ett böljande slättlandskap. Vård, omsorg och tillverkningsindustri, likväl som turism, utgör basen för det lokala  näringslivet. 
Sedan kommunen bildades och fram till 2020 har befolkningensmängden legat stabilt mellan cirka 7400 och 7700 personer. Kommunen har haft skiftande koalitionsstyren över tid, varav ett flertal blocköverskridande samarbeten.

## Administrativ historik
Kommunens område motsvarar socknarna: Hagebyhöga, Herrestad, Hov, Källstad, Nässja, Orlunda, Rogslösa, Sankt Per, Strå, Väversunda och Örberga. I dessa socknar bildades vid kommunreformen 1862 landskommuner med motsvarande namn. I området fanns även Vadstena stad som 1863 bildade en stadskommun.
Vid kommunreformen 1952 bildades storkommunerna Aska (av de tidigare kommunerna Fivelstad, Hagebyhöga, Orlunda, Styra, Varv och Västra Stenby), Folkunga (av Appuna, Hogstad, Hov, Kumla, Rinna och Väderstad) samt Östgöta-Dal (av Herrestad, Källstad, Nässja, Rogslösa, Strå, Väversunda och Örberga) samtidigt som Sankt Pers landskommun införlivades i Vadstena stad.
1967 införlivades Östgöta-Dals landskommun i Vadstena stad. Vadstena kommun bildades vid kommunreformen 1971 av Vadstena stad och en del ur Folkunga landskommun (Hovs församling). 1974 införlivades kommunerna Aska och Vadstena i Motala kommun. 1980 utbröts den del som utgjort Vadstena kommun samt Hagebyhöga och Orlunda församlingar och (åter)bildade Vadstena kommun.
Kommunen ingick från bildandet till 2002 i Motala domsaga och kommunen ingår sedan 2002 i Linköpings domsaga.

## Geografi
Kommunen ligger vid Vätterns strand i västra Östergötland. Den gränsar i söder till Ödeshögs kommun, i sydost till Mjölby kommun och i nordost till Motala kommun, i vilken Vadstena kommun ingick åren 1974–1979.

### Topografi och hydrografi
Kommunen är belägen vid Vätterns Östra strand och består till största delen av ett böljande slättlandskap där sedimentära bergarter till övervägande del utgör berggrunden. I sydväst finns Omberg, en skogklädd urbergshorst som bildar en skarp gräns mot den i övrigt kalkrika lerslätten som utgör odlingsmark. Längs Omberg hittas  kärrmarker med rik växtlighet. Den grunda och näringsrika slättsjön Tåkern finns kommunens södra del och där finns en stor rikedom på häckande fågelarter. Hagebyhögakärret, ett kalkkärr med åtskilliga orkidéer, finna i den nordöstra delen av kommunen.

### Naturskydd
År 2022 fanns sex naturreservat i kommunen – Hagebyhöga, Kastad kulle torräng, Ombergsliden, Ostmossen, Motalabuktens öreservat och Tåkern. Därutöver fanns även  ett skogligt biotopskyddsomåde och tre naturminnen.

### Administrativ indelning

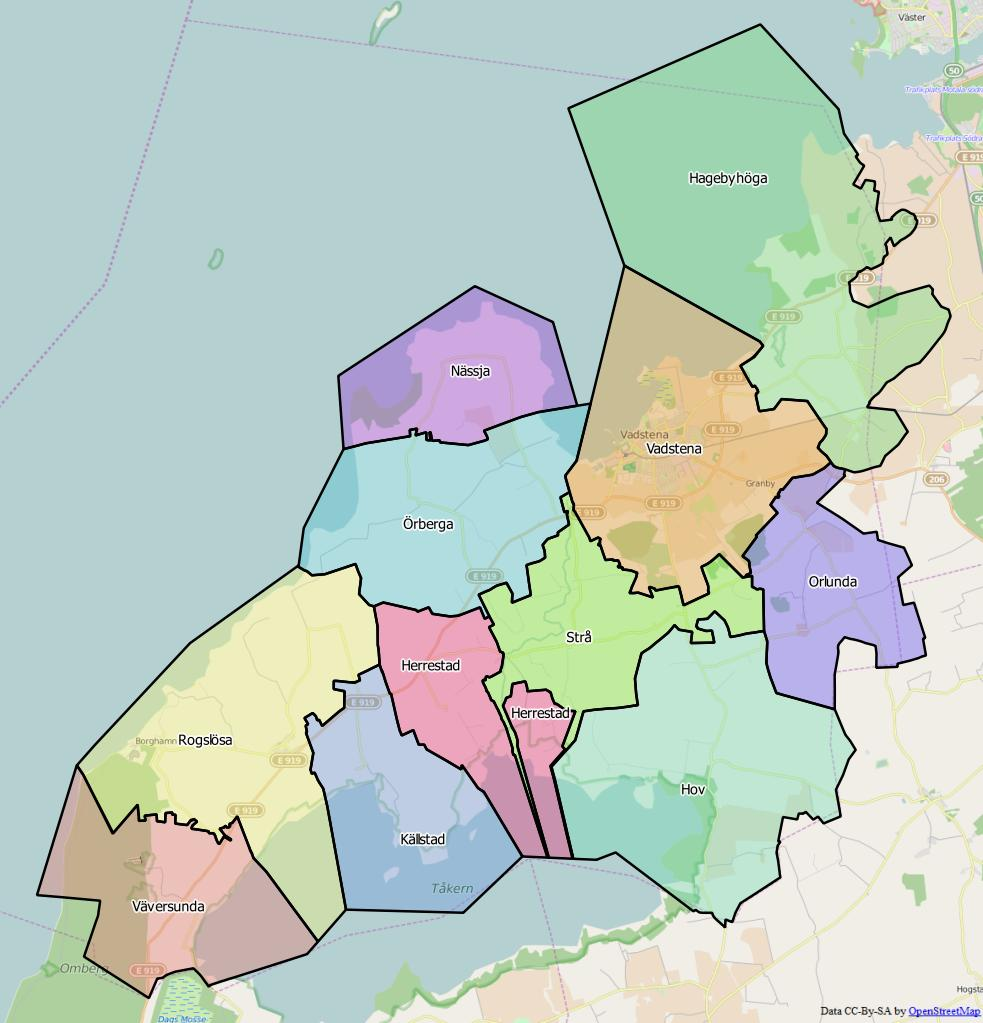
Distrikt inom Vadstena kommun

Fram till 2016 var kommunen för befolkningsrapportering indelad i tre församlingar – 
Aska församling (ligger även i Motala kommun), 
Dals församling och 
Vadstena församling.
Från 2016 indelas kommunen istället i 11 distrikt – Hagebyhöga, Herrestad, Hov, Källstad, Nässja, Orlunda, Rogslösa, Strå, Vadstena, Väversunda och Örberga. 

### Tätorter
I kommunen finns en tätort, Vadstena.

## Styre och politik

### Styre
Efter valet 2014 bildades en styrande koalition mellan Socialdemokraterna och det då nybildade lokala politiska partiet Konsensus. En av de viktigaste sakfrågorna i samarbetet var bostadsbyggandet. I juni 2017 sprack dock koalitionen som en följd av "turerna kring kommundirektörens tillvägagångsätt att godkänna anställningar för både sin fru och sin bekant inom kommunen", vilket innebar att Socialdemokraterna tappade förtroendet för kommundirektören. Istället bildades en ny koalition mellan Socialdemokraterna, Moderaterna och Miljöpartiet. Samma regnbågskoalition fortsatte samarbetet efter valet 2018 och hade då majoritet med 18 av 35 mandat. Efter valet 2022 lämnade Miljöpartiet styre medan Moderaterna och Socialdemokraterna fortsatte styra i en gemensam koalition. År 2024 meddelade dock Socialdemokraterna att de lämnade koalitionen eftersom de inte ansåg att de dock tillräckligt gehör för sin vilja att satsa på "barn och ungdomar, landsbygden och äldreomsorgen". Några veckor senare meddelades att delar av de socialdemokratiska politikerna skulle bli kvar i den styrande koalitionen, medan andra ersattes av politiker tillhörande Kristdemokraterna.
| 1994–1998 | S | C  |    |   |
| 1998–2002 | S | MP | V  |   |
| 2002–2006 | S | M  |    |   |
| 2006–2010 | S | M  |    |   |
| 2010–2014 | M | KD | FP | C |
| 2014–2017 | S | K  |    |   |
| 2017–2018 | S | M  | MP |   |
| 2018–2022 | M | S  | MP |   |
| 2022–2024 | M | S  |    |   |
| 2024–2026 | M | S  | KD |   |

### Kommunfullmäktige

#### Presidium
| Presidium 2022–2026    | Presidium 2022–2026 | Presidium 2022–2026 |
| ---------------------- | ------------------- | ------------------- |
| Ordförande             | S                   | Jenny Bytander      |
| Förste vice ordförande | M                   | Peter Ström         |
| Andre vice ordförande  | K                   | Lars Ekström        |

#### Mandatfördelning 1970–2022
| 18 | 7 | 4 |  | 5 |

| 31 |

| 16 | 7 | 4 |  | 7 |

| 25 | 10 |

| 16 |  | 7 | 3 |  | 7 |

| 25 | 10 |

| 16 |  | 6 | 4 |  | 7 |

| 24 | 11 |

| 16 |  | 7 | 4 |  | 6 |

| 25 | 10 |

| 14 |  | 7 | 3 | 2 | 8 |

| 25 | 10 |

| 15 | 3 | 6 | 3 |  | 7 |

| 22 | 13 |

| 2 | 13 | 3 | 4 | 2 | 3 | 8 |

| 21 | 14 |

|  | 14 | 3 | 3 | 3 | 3 | 8 |

| 23 | 12 |

|  | 13 | 2 |  | 3 | 2 | 4 | 9 |

| 23 | 12 |

|  | 12 | 3 |  | 3 | 3 | 3 | 9 |

| 23 | 12 |

|  | 10 | 2 |  | 9 | 2 |  | 2 | 7 |

| 23 | 12 |

| 2 | 8 | 2 | 3 | 8 | 3 |  | 8 |

| 22 | 13 |

| 2 | 8 |  | 3 | 8 |  |  | 11 |

| 22 | 13 |

För valresultat 1973–1976 se Motala kommun

### Nämnder

#### Kommunstyrelse
Kommunstyrelsen har 11 ordinarie ledamöter.
| Presidium 2022–2026    | Presidium 2022–2026 | Presidium 2022–2026 |
| ---------------------- | ------------------- | ------------------- |
| Ordförande             | M                   | Peter Karlsson      |
| Förste vice ordförande | Ob.                 | Dessie Forsén       |
| Andre vice ordförande  | K                   | Frida Edholm        |

#### Lista över kommunstyrelsens ordförande
- Göran Lindgren, Centerpartiet, 1980–1984[23][24]
- Anders Agnemar, Centerpartiet, 1985–1998[25][26][27]
- Tommy Palmqvist, Socialdemokraterna, 1999–2006[28][29]
- Caroline Unéus, Moderaterna, 2006–2010[30]
- Jan Sundström, Moderaterna, 2010–2014[31]
- Mats Wahrén, Konsensus, 2014–2017[32]
- Anders Hedeborg, Socialdemokraterna, 2017–2018[33]
- Peter Karlsson, Moderaterna, 1 januari 2019–[34]

Denna lista hämtas från Wikidata. Informationen kan ändras där.

#### Övriga nämnder
| Nämnd                          | Ordförande | Ordförande            | Vice ordförande | Vice ordförande         | Andre vice ordförande | Andre vice ordförande |
| ------------------------------ | ---------- | --------------------- | --------------- | ----------------------- | --------------------- | --------------------- |
| Kultur- och utbildningsnämnden | M          | Ewa Ahlstedt          | Ob.             | Albin Blomquist Ekström | K                     | Lena Linde            |
| Samhällsbyggnadsnämnden        | M          | Lars Öhman            | Ob.             | Fabian Thun             | K                     | Carl-Henrik Juhlin    |
| Socialnämnden                  | Ob.        | Jenny Bytander        | M               | Barbro Henriksson       | K                     | Lars Ekström          |
| Valnämnden                     | M          | Ann-Charlotte Agerhem | M               | Peter Ström             | K                     | Michael Fredriksson   |

Källa:

### Vänorter
Vadstena kommun har tre nordiska vänorter:  
- Danmark, Bogense
- Norge, Svelvik
- Finland, Nådendal

Tidigare har samarbetet bestått i årliga vänortsträffar där politiker, tjänstepersoner och representanter från Föreningen Norden deltagit. Kommunfullmäktige har finansierat resorna. På grund av minskat intresse och förändrade förutsättningar, bland annat att vissa vänorter slagits samman med andra kommuner, beslutade kommunstyrelsen 2019  att upphäva den vänortspolicy som antogs 2017. Kommunen avstår därmed från att delta i eller arrangera årliga träffar, men behåller vänorterna i syfte att möjliggöra framtida tematiskt inriktade samarbeten.
Tidigare hade Vadstena även vänortsutbyte med Patreksfjörður på Island.

## Ekonomi och infrastruktur

### Näringsliv
Vård, omsorg och tillverkningsindustri utgör basen för det lokala näringslivet. Omkring 22 procent av den förvärvsarbetande befolkningen var sysselsatta inom tillverkningsindustrin i början av 2020-talet, en sektor som lokalt domineras av små företag. Bland dessa återfinns pumptillverkaren Sultzer Pump Production AB, den mekaniska verkstaden Fredriksons Verkstads AB och EWAB Engineering AB som tillverkar materialhanteringssystem. Turismen är också en viktig del av det lokala näringslivet, då främst den stora turisttillströmningen till centralorten.

### Infrastruktur

#### Transporter
Från sydväst till nordöst går Riksväg 50 och Länsväg 206 går från öst till väst mot centralorten.
Genom kommunen går också Wadstena–Fogelsta Järnväg som är Sveriges äldsta bevarade smalspår. Den reguljära trafiken lades dock ner 1978 men tio år senare började museitågen rulla längs sträckan.

## Befolkning

### Demografi

#### Befolkningsutveckling
Kommunen har 7 505 invånare (31 mars 2025), vilket placerar den på 246:e plats avseende folkmängd bland Sveriges kommuner.
| Befolkningsutvecklingen i Vadstena kommun 1970–2020 | Befolkningsutvecklingen i Vadstena kommun 1970–2020 | Befolkningsutvecklingen i Vadstena kommun 1970–2020 | Befolkningsutvecklingen i Vadstena kommun 1970–2020 | Befolkningsutvecklingen i Vadstena kommun 1970–2020 |
| --------------------------------------------------- | --------------------------------------------------- | --------------------------------------------------- | --------------------------------------------------- | --------------------------------------------------- |
|                                                     |                                                     |                                                     |                                                     |                                                     |
| År                                                  |                                                     |                                                     | Folkmängd                                           |                                                     |
| 1970                                                | 1970                                                |                                                     | 7 540                                               |                                                     |
| 1975                                                | 1975                                                |                                                     | 7 718                                               |                                                     |
| 1980                                                | 1980                                                |                                                     | 7 654                                               |                                                     |
| 1985                                                | 1985                                                |                                                     | 7 435                                               |                                                     |
| 1990                                                | 1990                                                |                                                     | 7 557                                               |                                                     |
| 1995                                                | 1995                                                |                                                     | 7 710                                               |                                                     |
| 2000                                                | 2000                                                |                                                     | 7 668                                               |                                                     |
| 2005                                                | 2005                                                |                                                     | 7 527                                               |                                                     |
| 2010                                                | 2010                                                |                                                     | 7 391                                               |                                                     |
| 2015                                                | 2015                                                |                                                     | 7 407                                               |                                                     |
| 2020                                                | 2020                                                |                                                     | 7 423                                               |                                                     |

## Kultur

### Museum
Vid Vadstena slott finns både Mårten Skinnares hus och den gamla hospitalsbyggnaden som inrymmer Vadstena hospitalsmuseum. Den senare skildrar mentalsjukvården från 1500- till 1900-talet. Den heliga Birgittas efterlämnade kulturmiljöarv finns att beskåda på Sancta Birgitta Klostermuseum som är ett historiskt museum med tonvikt på medeltiden. Som kontrast till de nischade museerna om kloster, slott och hospital fokuserar Vadstena stadsmuseum på "vardagliga Vadstena" från 1400-talet och framåt.
Andra museer i kommunen är Vadstena Leksaksmuseum (ej aktivt sedan 2023), Gottfrid Larsson-gården med Spetsmuseum, Wadstena-Fogelsta Jernvägsmuseum, Vadstena MC- och traktormuseum och Pressfotografernas kameramuseum (nedlagt 2022).

### Kulturarv

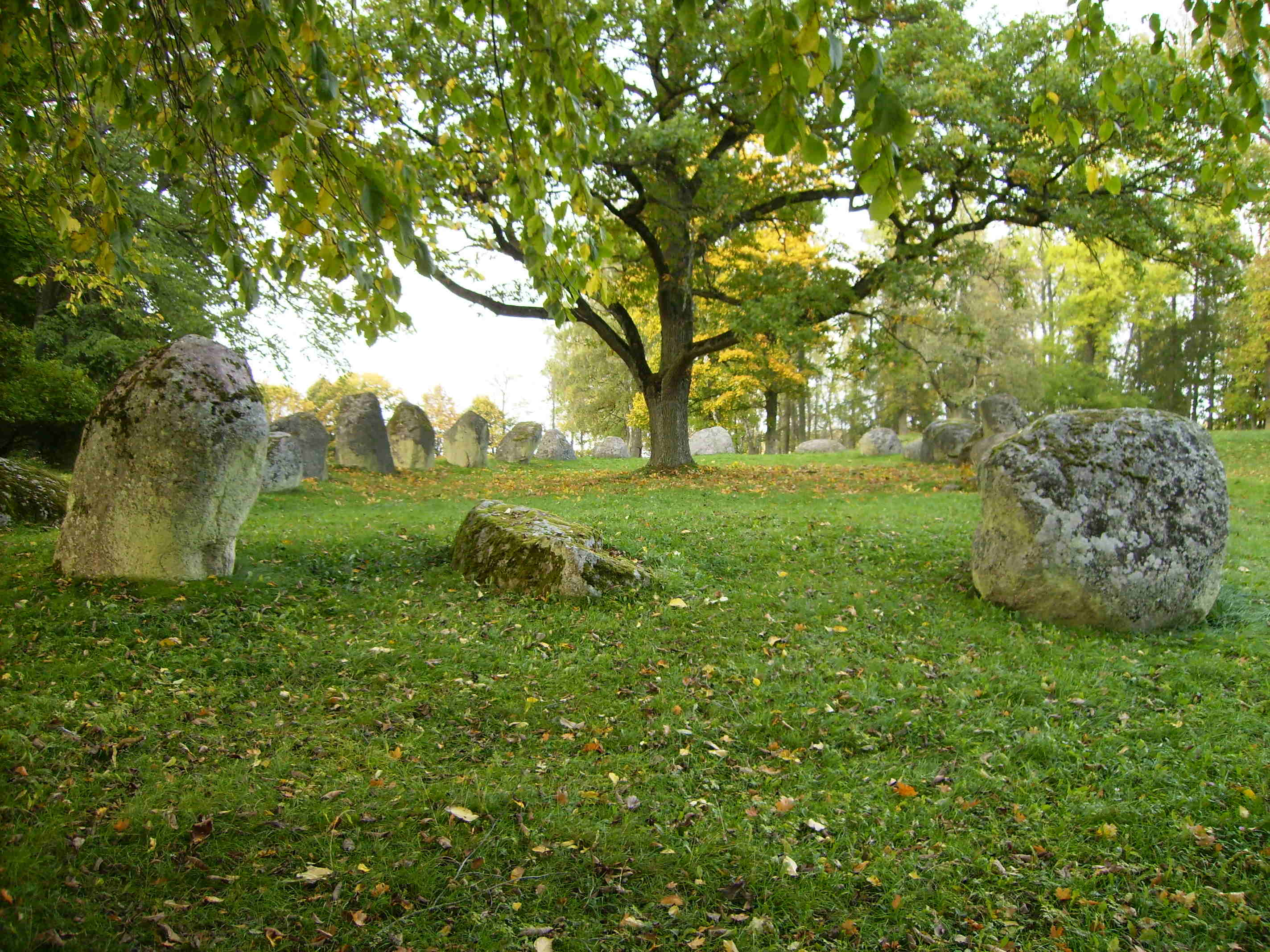
Nässja skeppssättning

År 2022 fanns 283 fornlämningar som hittats i kommunen registrerade hos Riksantikvarieämbetet. Exempelvis finns ett 30-tal gravar från århundradena närmast efter Kristi födelse vid Folkets Park. Ett annat gravfält är Nässja skeppssättning som samlar 23 fornlämningar.
Andra välkända kulturarv i kommunen är renässansslottet Vadstena slott och Heliga Birgittas verk Vadstena kloster. Till klostret hör också Vadstena klosterkyrka som enligt henne skulle vara av "slät gärning, ödmjuk och stark".
I Borghamn finns flera kulturhistoriska arv så som ruinen efter fornborgen Drottning Ommas borg, den kungliga hjortparken med anor från 1600-talet och gamla kalkstensbrott.

### Kommunvapen
Blasonering: I fält av guld en S:ta Birgittagestalt – med gloria, dok, klädnad och skor av silver – sittande i en röd stol, skrivande med gåspenna i en bok, båda av silver; ansikte och händer av guld.
Motivet är från 1400-talet. Det fastställdes som vapen för Vadstena stad år 1938 och fortsatte att användas av den nya kommunen 1971. Vid sammanläggningen med Motala kommun 1974 kom vapnet ur bruk. Sedan Motala kommun spruckit 1980 togs det åter i bruk av den nya Vadstena kommun, som lät registrera det i PRV år 1989.
Även de tidigare landskommunerna Folkunga och Östgöta-Dal hade vapen, vars giltighet upphört i samband med sammanslagningar.

Folkunga landskommun (1955–1970)
Östgöta-Dals landskommun (1954–1966)